# Japanische Sumpfschildkröte
Die Japanische Sumpfschildkröte (Mauremys japonica, jap. ニホンイシガメ Nihon-Ishigame) ist eine Schildkrötenart der Gattung der Bachschildkröten (Mauremys) innerhalb der Familie der Altwelt-Sumpfschildkröten (Geoemydidae). Die Art ist ausschließlich in Japan verbreitet.

## Merkmale

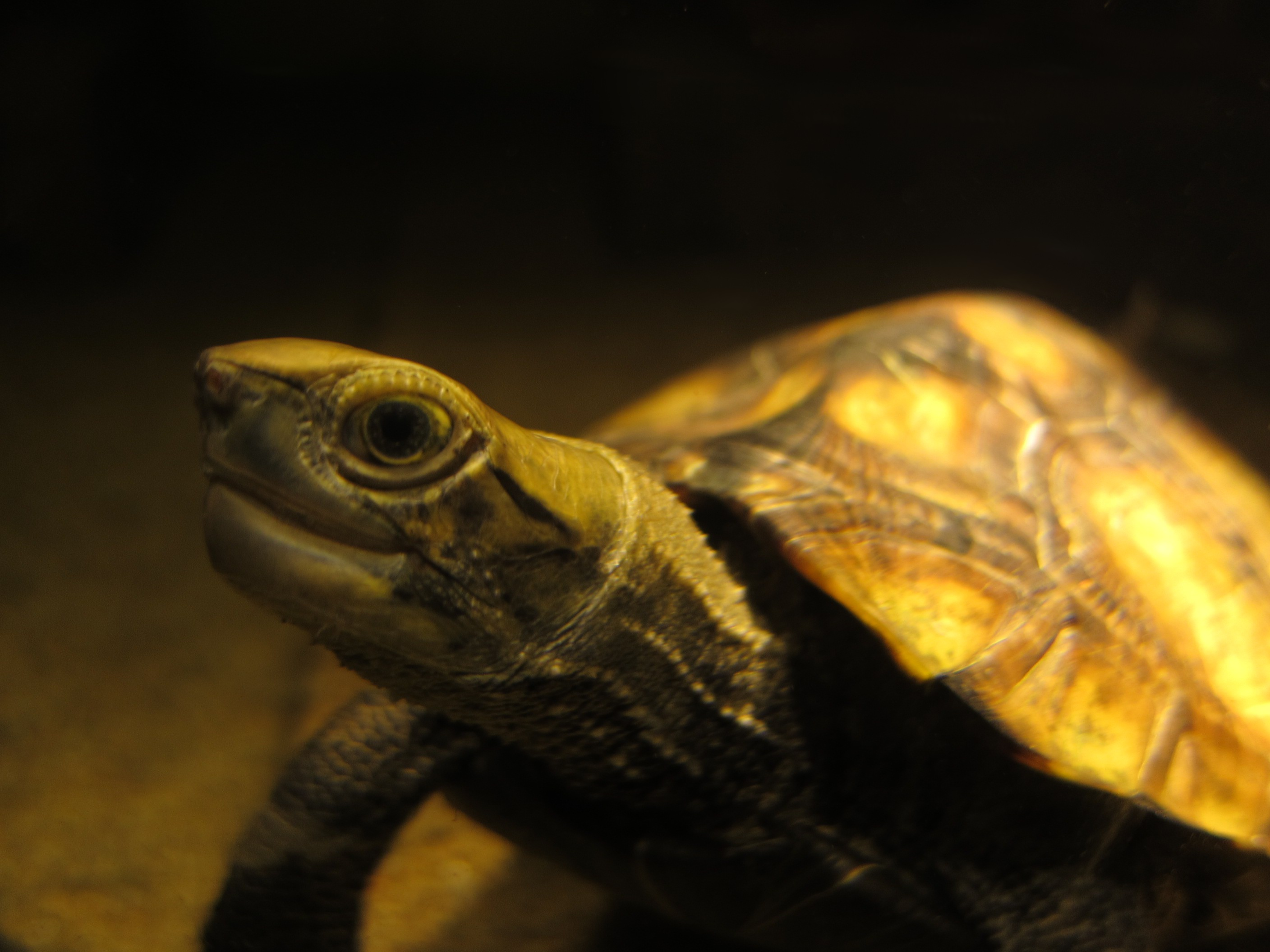
Japanische Sumpfschildkröte

Die Japanische Sumpfschildkröte hat eine Gesamtlänge von maximal 22 cm. Die Weibchen sind größer als die Männchen. Der Kopf ist eher klein und die Schnauzenspitze steht leicht hervor. Jungtiere und adulte Männchen haben einen flachen Rücken, während adulte Weibchen einen leicht kuppelförmigen und breiteren Rücken aufweisen. 
Die Farbe des Rückens ist orange-braun bis dunkelbraun, wobei es große individuelle Variationen gibt. Einige Individuen haben gelbe oder orangefarbene bis dunkle Flecken. Die Farbe des Bauches ist schwarz bis dunkelbraun und einige Individuen haben gelbe oder orangefarbene Flecken am äußeren Bauchrand. Männchen haben einen dickeren und längeren Schwanz, wobei sich die gesamte Kloake außerhalb des Panzers befindet. Geschlüpfte Jungtiere haben eine Größe von 2,5 bis 3,5 cm.
Eine ähnlich aussehende Art ist die Gelbe Sumpfschildkröte (Mauremys mutica). Zudem gibt es Hybride der Japanischen Sumpfschildkröte mit der Chinesischen Dreikielschildkröte (Mauremys reevesii).

## Lebensweise
Die Japanische Sumpfschildkröte bewohnt u. a. Flüsse, Seen, Teiche, Sümpfe und Reisfelder, bevorzugt jedoch langsame Fließgewässer. Die Art lebt semi-aquatisch mit einer starken aquatischen Tendenz. Sie ist relativ kälteresistent, so wurde Aktivität in einer Umgebung mit einer Wassertemperatur von 3 bis 5 °C beobachtet. Sie überwintert in Erdlöchern, unter Steinen und in Laubhaufen.
Schildkröten sind ovipar. Die Paarungszeit ist von September bis April, jedoch außerhalb des Winter. Die Männchen drehen abwechselnd die Handflächen ihrer Vorderbeine vor dem Gesicht des Weibchens nach außen, um Werbung zu machen. Die Weibchen graben ein 8–10 cm tiefes Loch und legen jeweils 1 bis 3 Mal im Jahr 1 bis 12 Eier auf einmal. Die Jungtiere schlüpfen nach etwa 70 Tagen.
Die Japanischen Sumpfschildkröten haben eine sehr vielseitige Ernährung. Sie fressen Tierarten wie Fische, Frösche und deren Eier und Larven, Insekten, Krebstiere wie Garnelen, Krabben und Flohkrebse, Land- und Wasserschnecken, Würmer und Tierkadaver. Darüber hinaus fressen sie Blätter und Blüten von Land- und Wasserpflanzen, Früchte und Algen. Sie fressen sowohl unter Wasser als auch an Land. Sie können auch Eier anderer Schildkröten derselben Art oder anderer Arten fressen.

## Verbreitungsgebiet und Bedrohungen
Die Japanische Sumpfschildkröte ist in Japan endemisch, wo sie bis auf Hokkaidō auf allen drei Hauptinseln (Honshū, Shikoku und Kyūshū) vorkommt. Darüber hinaus ist sie auf zahlreichen vorgelagerten Inseln verbreitet, darunter Tsushima, Sadogashima, Iki, Awajishima sowie den Oki- und Gotō-Inseln. Die Population ist aufgrund des Verlusts an Lebensraum etwas zurückgegangen. Die Art wird daher von der International Union for Conservation of Nature and Natural Resources (IUCN) und auf der nationalen Roten Liste gefährdeter Reptilien Japans als potenziell gefährdet (Near Threatened) eingestuft.

## Hybridisierung
Es ist bekannt, dass diese Art in Gefangenschaft mit der Chinesischen Dreikielschildkröte (Mauremys reevesii), der Chinesischen Streifenschildkröte (Mauremys sinensis) und der Gelbrand-Scharnierschildkröte (Cuora flavomarginata) sowie möglicherweise anderen Geoemydidae Hybride bilden kann. Diese drei Arten sind in freier Wildbahn jedoch viel seltener und werden als stark gefährdet (Endangered) eingestuft, sodass ein weiterer Populationsrückgang durch Hybride vermieden werden sollte.